# Ореховица
 Тази статия е за селото в България.  За селото в Гърция вижте Ореховица (дем Пеония).  
Орѐховица е село в Северна България. То се намира в община Долна Митрополия, област Плевен.

## География
Селото се намира в Централна Дунавска равнина, на надморска височина между 116 и 49 м. Разстоянието до столицата София по права линия е 111,727 км, а по пътната инфраструктура на страната е приблизително 250 км. На изток землището е ограничено от хълмовете на десния бряг на река Искър. На север граничи със землището на селата Славовица и Гигенска махала, а на юг със землището на село Ставерци. Селото се намира в равнина, оградена отвсякъде с хълмове.
Климатът е умерено-континентален.

## История
Исторически и археологически данни
1. Ранна бронзова и желязна епоха
Регионът е обитаван още през IV хилядолетие пр. Хр. древно пред тракийско и след това тракийско селище е локализиран на километър в северозападна посока от селото.
Открити са бронзови брадви и бронзови микенски мечове, отливани в местен металургичен център.
В местността „Табията“ е установен некропол с урни и глинени съдове, датиращи от ранната желязна епоха (ок. I хилядолетие пр. Хр.) – открито е и погребение на  келтски воин с кон (Велков, Ив.; Николов, Б.) .
2. Тракийско–римско селище и кастел
В землището е имало трако-римско селище, потвърдено от находки на римски монети (II–IV век) и оброчна плочка с изображение на Херос (конник), намерена при развалините на римски кастел под мястото „Калето под Казармите“. Крепостта може да се свързва с антични топоними като Aedava или Burgosone, но липсва надпис за окончателно потвърждение .
3. Римски път и водоснабдяване
Около селото преминава древният път „Виа Милитарис“, който е обслужвал военни , търговски и административни функции в римската провинция Мизия.
Съществува римски акведуктни структури в местността „Царевец“ над Гигенска махала (в съседно Гиген), част от водоснабдяването на античен град Ескус .
4. Тракийско погребално наследство и мегалити
В землището на Орехово (днес част от село Ореховица) има множество тракийски могили и долмени, особено в околността на Ешмеджика и Керез дере — около 80 обекта са описани от археолози като Шкорпил и Бончев още началото на ХХ век . На километър северозапад от селото все още личат останките от древно тракийско селище.
След разбиването на даките и завладяването на Мизия през 70-те години от новата ера в района е разквартируван един от римските легиони. Поради стандарта на живот и изискванията на римското градоустройство през това време, античният град Улпия Ескус, който се намира в землището на с. Гиген е снабдяван с вода от местността „Царевец“ над Горната махала. Този каптаж и водопровод и до днес може да си види като разкривка в някой от частните дворове на селото. 
Първите писмени сведения за съществуването на селище в този район са от 15 век. Селото е регистрирано като „войнушко“ в османските регистри. През 19 век поселения има на четири места – „Раховица“, „Чифте Раховица“, „Свирча“ и „Чингене-сарай“.
Някога в тази местност е имало три села. Имената на махалите които и до днес са останали в местната топонимия са Горна махала, Долна махала и Алиица. Те по-късно се обединили под името Ореховица, от „рях“, равнина. Трите изворни чешми в селото символизират всяко едно от селата.

## Културни и природни забележителности
Църквата „Свети Симеон Стълпник“ е обявена за паметник на културата. Построена е с волните пожертвувания и труд на местното население и бежанците от Беломорска Тракия и Македония, заселили се тук след Освобождението от Турско иго. Официално е открита и осветена през 1896 г. от врачанския митрополит Константин. По-късно е изписана от Никола Попов, ученик на Данаил Несторов от Дебърската зографска школа. Сградата на Основно Училище „Христо Смирненски“ също е забележителна и оформя един архитектурен ансамбъл в центъра на селото, заедно със сградата на общината, читалището, битовия комбинат и пощенската служба. В двора на училището се намира и паметника на загиналите през Балканската война 1912 – 1913, Междусъюзническата война 1913 и Първата световна война 1914 – 1918. Паметникът е от пирамидален тип. Дата на откриване: 1 януари 1914 г. В близко бъдеще, събраната етнографска колекция както и археологични артефакти се планира да бъдат изложени в малка експозиция в местен музей.

## Редовни събития
- Събор през първата събота и неделя на септември.
- В общината ежегодно се провежда празник на любителското творчество „Пеем и танцуваме край Дунава“ с домакин НЧ „Отец Паисий“ с. Ореховица. В него взимат участие самодейните певчески и танцови колективи от читалищата. Празникът няма състезателен характер и ограничения в изявите за участниците.